# Пам'ятки культурної спадщини Гусятинської громади
У статті наведений перелік об'єктів культурної спадщини Гусятинської громади Чортківського району Тернопільської области України.

## Пам'ятки археології
| №  | Назва                                              | Дата | Адреса | Охоронний номер | Документ про взяття на облік |
| -- | -------------------------------------------------- | --- | --- | --------------- | --- |
| 1  | Поселення Вільхівчик І                             | черняхівська культура (ІІІ- IV ст. н. е.) | с. Вільхівчик, за 300 м на захід від перехрестя Гусятин - Вільхівчик                                                              | 1828            | Наказ управління культури обласної державної адміністрації від 09.02.2012 № 14                                                                                     |
| 2  | Поселення Городниця І                              | трипільська культура (IV-кінець ІІІ тис. до н. е.); бронзовий вік (кінець ІІІ-II тис. до н. е.); голіградська культура (ХІ-VII ст. до н. е.); давньоруський час (ХІІ – ХІІІ ст.) | с. Городниця, лівий берег р. Гнила, вище північної частини вул. Курилівка                                                         | 2136            | Наказ управління культури обласної державної адміністрації від 18.10.2005 № 112                                                                                    |
| 3  | Поселення Городниця ІІ                             | черняхівська культура (ІІІ- IV ст. н. е.); давньоруський час (ХІІ – ХІІІ ст.) | с. Городниця, правий берег р. Гнила, навпроти Городниці І                                                                         | 2138            | Наказ управління культури обласної державної адміністрації від 18.10.2005 № 112                                                                                    |
| 4  | Поселення Городниця ІІІ                            | черняхівська культура (ІІІ- IV ст. н. е.) | с. Городниця, лівий берег р. Гнила, південна околиця села                                                                         | 2139            | Наказ управління культури обласної державної адміністрації від 18.10.2005 № 112                                                                                    |
| 5  | Поселення Городниця IV                             | давньоруський час (ХІІ – ХІІІ ст.) | с. Городниця, на території Старої Городниці                                                                                       | 2137            | Наказ управління культури обласної державної адміністрації від 18.10.2005 № 112                                                                                    |
| 6  | Поселення Городниця V                              | давньоруський час (ХІІ – ХІІІ ст.) | с. Городниця, урочище “Скала”, на південний схід від г. Богит (Бохит)                                                             | 2128            | Наказ управління культури обласної державної адміністрації від 18.10.2005 № 112                                                                                    |
| 7  | Могильник ґрунтовий з трупоспаленням Городниця VI  | давньоруський час (ХІІ – ХІІІ ст.) | с. Городниця, урочище Богит (Бохит), поряд з городищем                                                                            | 2129            | Наказ управління культури обласної державної адміністрації від 18.10.2005 № 112                                                                                    |
| 8  | Курганна група з 2 курганів Городниця VII          | давньоруський час (ХІІ – ХІІІ ст.) | с. Городниця, урочище Богит (Бохит), поряд з ґрунтовим могильником                                                                | 2130            | Наказ управління культури обласної державної адміністрації від 18.10.2005 № 112                                                                                    |
| 9  | Поселення Городниця VIII                           | давньоруський час (ХІІ – ХІІІ ст.) | с. Городниця, урочище “Школка”, на південь від г. Богит (Бохит)                                                                   | 2131            | Наказ управління культури обласної державної адміністрації від 18.10.2005 № 112                                                                                    |
| 10 | Поселення Городниця ІХ                             | давньоруський час (ХІІ – ХІІІ ст.) | с. Городниця, на південний схід від села, поблизу р. Збруч, в лісі                                                                | 2132            | Наказ управління культури обласної державної адміністрації від 18.10.2005 № 112                                                                                    |
| 11 | Курганна група - кенотафи з 2 курганів Городниця Х | давньоруський час (ХІІ – ХІІІ ст.) | с. Городниця, на схід від села, на правому березі р. Збруч, в лісі біля уроч. Дівич-поле                                          | 2133            | Наказ управління культури обласної державної адміністрації від 18.10.2005 № 112                                                                                    |
| 12 | Поселення Городниця ХІ                             | давньоруський час (ХІІ – ХІІІ ст.) | с. Городниця, на південь від городища Говда, на березі р. Збруч                                                                   | 2134            | Наказ управління культури обласної державної адміністрації від 18.10.2005 № 112                                                                                    |
| 13 | Поселення Городниця ХІІ                            | давньоруський час (ХІІ – ХІІІ ст.) | с. Городниця, урочище “Березняки”, на південь від городища                                                                        | 2135            | Наказ управління культури обласної державної адміністрації від 18.10.2005 № 112                                                                                    |
| 14 | Городище-святилище Городниця XIV                   | давньоруська культура (ІХ-ХІІІ ст.) | с. Городниця, в лісі в урочищі Богит (Бохут), 2,5 км на північний схід від села                                                   | 190001-Н        | Рішення Тернопільського облвиконкому від 26.08.1986 № 250; Постанова Кабінету Міністрів України від 03.09.2009 № 928                                               |
| 15 | Поселення Гусятин І                                | трипільська культура (IV – ІІІ тис. до н.е.); культура Ґава-Голігради (ХІ – VIII ст. до н.е.)                                                                                    | смт Гусятин, вул. Тернопільська, 5, східні околиці селища, високий правий берег р. Збруч                                          | 1782            | Наказ управління культури обласної державної адміністрації від 24.03.2011 № 36                                                                                     |
| 16 | Курган Гусятин ІІ                                  | епоха бронзи – ранньозалізний вік (ІІ-І тис. до н.е.) | смт Гусятин, західна частина селища, біля новозбудованої церкви                                                                   | 1982            | Наказ департаменту культури, релігій та національнос-тей обласної державної адміністрації від 15.05.2014 № 76-од                                                   |
| 17 | Поселення Кривеньке І                              | епоха бронзи (кінець ІІІ-II тис. до н. е.) | с. Кривеньке, західні околиці села, над кар’єром, правий берег струмка нижче дамби                                                | 1248            | Наказ управління культури обласної державної адміністрації від 27.01.2010 № 16                                                                                     |
| 18 | Поселення Кривеньке ІІ                             | давньоруський час (ХІІ – ХІІІ ст.) | с. Кривеньке, 1 км на захід від села, правий берег ставка перед дамбою, пн.-сх. схил пагорба, на пасовищі                         | 1249            | Наказ управління культури обласної державної адміністрації від 27.01.2010 № 16                                                                                     |
| 19 | Поселення Кривеньке ІІІ                            | черняхівська культура (ІІІ- IV ст. н. е.), давньоруський час (ХІІ – ХІІІ ст.) | с. Кривеньке, 1 км на Зх від села, лівий берег ставка перед дамбою, південний схил пагорба, на пасовищі                           | 1250            | Наказ управління культури обласної державної адміністрації від 27.01.2010 № 16                                                                                     |
| 20 | Поселення Личківці І                               | ранній залізний вік (І тис. до н. е.) | с. Личківці, правий берег р. Гнила, в районі кар’єру                                                                              | 2160            | Наказ управління культури обласної державної адміністрації від 18.10.2005 № 112                                                                                    |
| 21 | Поселення Личківці ІІ                              | Західноподільсь-ка група скіфського часу (друга половина VII – V (можливо IV) ст. до н. е.)                                                                                      | с. Личківці, лівий берег р. Тайна, на захід від села                                                                              | 2162            | Наказ управління культури обласної державної адміністрації від 18.10.2005 № 112                                                                                    |
| 22 | Поселення Личківці ІІІ                             | липицька культура ( І– поч. ІІІ ст. н. е.) | с. Личківці, лівий берег р. Тайна, на північний захід від кар’єру                                                                 | 2163            | Наказ управління культури обласної державної адміністрації від 18.10.2005 № 112                                                                                    |
| 23 | Поселення Личківці IV                              | ранній залізний вік (І тис. до н. е.); давньоруський час (Х – ХІІІ ст.) | с. Личківці, правий берег р. Гнила, на околиці села                                                                               | 2161            | Наказ управління культури обласної державної адміністрації від 18.10.2005 № 112                                                                                    |
| 24 | Поселення, курган з хрестом Личківці V             | трипільська культура (IV-кінець ІІІ тис. до н. е.) | с. Личківці, урочище Дівич | 2154            | Рішення виконкому Тернопільської обласної ради від 14.07.1989 № 162                                                                                                |
| 25 | Городище-святилище Постолівка І                    | давньоруський час (ХІ, ХІІ – ХІІІ ст.) | с. Постолівка, урочище Говда | 2167            | Рішення виконкому Тернопільської обласної ради від 14.07.1989 № 162                                                                                                |
| 26 | Поселення Постолівка ІІ                            | давньоруський час (ХІ, ХІІ – ХІІІ ст.) | с. Постолівка, урочище Говда | 2168            | Рішення виконкому Тернопільської обласної ради від 14.07.1989 № 162                                                                                                |
| 27 | Поселення Постолівка ІІІ                           | давньоруський час (ХІІ – ХІІІ ст.) | с. Постолівка, урочище “Говда”, навпроти Постолівки ІІ через яр                                                                   | 2169            | Рішення виконкому Тернопільської обласної ради від 14.07.1989 № 162, Наказ управління культури обласної державної адміністрації від 18.10.2005 № 112               |
| 28 | Поселення Постолівка IV                            | трипільська культура (IV-кінець ІІІ тис. до н. е.) | с. Постолівка, на північний схід від давньоруського городища, правий берег р. Збруч                                               | 2166            | Наказ управління культури обласної державної адміністрації від 18.10.2005 № 112                                                                                    |
| 29 | Поселення Постолівка V                             | давньоруський час (ХІІ – ХІІІ ст.) | с. Постолівка, 2 км на захід від села, північно-східний схил правого берега ставу                                                 | 1490            | Наказ управління культури обласної державної адміністрації від 27.01.2010 № 16                                                                                     |
| 30 | Поселення Постолівка VI                            | ІІ-V ст. | с. Постолівка, східна околиця села                                                                                                | 4350-Тр         | Наказ управління культури Тернопільської обласної державної адміністрації від 24.03.2011 № 36, Наказ Міністерства культури України від 23.01.2012 № 51             |
| 31 | Поселення Самолусківці І                           | ранньозалізний час (І тис. до н.е.) | с. Самолусківці, західні околиці села, на високому правому березі р. Тайна                                                        | 1886            | Наказ управління культури обласної державної адміністрації від 29.10.2012 № 149                                                                                    |
| 32 | Поселення Сидорів І                                | західно-подільська група скіфського часу (друга половина VII – V (можливо IV) ст. до н. е.); райковецька культура (VIII – IX ст.)                                                | с. Сидорів, 1,5 км на північний схід від північних околиць села, справа від автодороги Гусятин - Пробіжна                         | 1497            | Наказ управління культури обласної державної адміністрації від 27.01.2010 № 16                                                                                     |
| 33 | Поселення Сидорів ІІ                               | ранньозалізний час (І тис. до н.е.); черняхівська культура (ІІІ- IV ст. н. е.); давньоруська культура (ХІІ – ХІІІ ст.)                                                           | с. Сидорів, 4,5 км на захід від крайніх околиць села, обидва береги новел. ставу                                                  | 1823            | Наказ управління культури обласної державної адміністрації від 09.02.2012 № 14                                                                                     |
| 34 | Поселення Сидорів ІІІ                              | епоха бронзи – ранньозалізний вік (ІІ-І тис. до н.е.); давньоруський час (ХІІ-ХІІІ ст.)                                                                                          | с. Сидорів, північна частина села на мисі із південною експозицією                                                                | 2035            | Наказ департаменту культури, релігій та національностей обласної державної адміністрації від 18.05.2015 № 61-од                                                    |
| 35 | Поселення Сидорів IV                               | трипільська культура (IV-кінець ІІІ тис. до н. е.) | с. Сидорів, на території камяного карєру, південні околиці села, пагорб між річками Збруч (правий берег) та Суходіл (лівий берег) | 2089            | Наказ управління культури обласної державної адміністрації від 12.10.2017 № 124-од                                                                                 |
| 36 | Поселення Суходіл І                                | трипільська культура (IV – ІІІ тис. до н.е.) | с. Суходіл, 2 км на північний схід від села, високий правий берег р. Збруч                                                        | 1758            | Рішення виконкому Тернопільської обласної ради від 14.07.1989 № 162; Наказ управління культури Тернопільської обласної державної адміністрації від 24.03.2011 № 36 |
| 37 | Поселення Трибухівці І                             | голіградська культура (ХІ-VII ст. до н. е.) | с. Личківці, на території колишнього села Трибухівці, південний берег струмка – притоки р. Гнила                                  | 2155            | Наказ управління культури обласної державної адміністрації від 18.10.2005 № 112                                                                                    |
| 38 | Поселення Трибухівці ІІ                            | бронзовий вік (кінець ІІІ-II тис. до н. е.) | с. Личківці, лівий берег р. Гнила, біля церкви                                                                                    | 2157            | Наказ управління культури обласної державної адміністрації від 18.10.2005 № 112                                                                                    |
| 39 | Поселення Трибухівці ІІІ                           | давньоруський час (Х – ХІІІ ст.) | с. Личківці, лівий берег р. Тайна, на південь від колишнього села Трибухівці                                                      | 2158            | Наказ управління культури обласної державної адміністрації від 18.10.2005 № 112                                                                                    |
| 40 | Поселення Трибухівці IV                            | голіградська культура (ХІ-VII ст. до н. е.); західноподільсь-ка група скіфського часу (друга половина VII – V ст. до н. е.); давньоруський час (Х – ХІІІ ст.)                    | с. Личківці, лівий берег р. Тайна, на південний схід від села                                                                     | 2156            | Наказ управління культури обласної державної адміністрації від 18.10.2005 № 112                                                                                    |
| 41 | Поселення Трибухівці V                             | ранній залізний вік (І тис. до н. е.); культура Поянешти-Лукашівка (початок ІІ – до другої половини І ст. до н. е); давньоруський час (Х – ХІІІ ст.)                             | с. Личківці (Трибухівці), на південний схід від села, правий берег р. Збруч                                                       | 2159            | Наказ управління культури обласної державної адміністрації від 18.10.2005 № 112                                                                                    |

## Пам'ятки архітектури
| №   | Назва                                                  | Дата                | Адреса                            | Охоронний номер | Документ про взяття на облік                                         |
| --- | ------------------------------------------------------ | ------------------- | --------------------------------- | --------------- | -------------------------------------------------------------------- |
| 1.  | Церква св. Онуфрія (мур.)                              | XVI ст.             | смт Гусятин вул. Наливайка, 14    | 687             | постанова Ради Міністрів УРСР від 24.08.1963 р. № 970                |
| 2.  | Житловий будинок (мур.)                                | ХІХ ст.             | смт Гусятин вул. Незалежності, 14 | 1855            | розпорядження Представника Президента України від 22.02.1993 р. № 58 |
| 3.  | Житловий будинок (мур.)                                | ХІХ ст.             | смт Гусятин вул. Незалежності, 18 | 1854            | розпорядження Представника Президента України від 22.02.1993 р. № 58 |
| 4.  | Житловий будинок (мур.)                                | ХІХ ст.             | смт Гусятин вул. Незалежності, 24 | 1856            | розпорядження Представника Президента України від 22.02.1993 р. № 58 |
| 5.  | Синагога                                               | кінець XVI-XVII ст. | смт Гусятин вул. Пушкіна, 15      | 689             | постанова Ради Міністрів УРСР від 24.08.1963 р. № 970                |
| 6.  | Руїни замку (мур.)                                     | початок ХХ ст.      | смт Гусятин вул. Санаторна        | 1902            | розпорядження Представника Президента України від 22.02.1993 р. № 58 |
| 7.  | Бернардинський Монастир                                | 1610 р.             | смт Гусятин вул. Суходільська, 3  | 688/0           | постанова Ради Міністрів УРСР від 24.08.1963 р. № 970                |
| 8.  | Костел (мур.)                                          | 1610 р.             | смт Гусятин вул. Суходільська, 3  | 688/1           | постанова Ради Міністрів УРСР від 24.08.1963 р. № 970                |
| 9.  | Монастирські келії (мур.)                              | 1610 р.             | смт Гусятин вул. Суходільська, 3  | 688/2           | постанова Ради Міністрів УРСР від 24.08.1963 р. № 970                |
| 10. | Будинок Польського народного товариства “Сокіл” (мур.) | ХІХ ст.             | смт Гусятин вул. Суходільська, 4  | 1858            | розпорядження Представника Президента України від 22.02.1993 р. № 58 |
| 11. | Український народний будинок (мур.)                    | початок ХХ ст.      | смт Гусятин вул. Шевченка, 15     | 1859            | розпорядження Представника Президента України від 22.02.1993 р. № 58 |
| 12. | Костел (мур.)                                          | ХІХ ст.             | с. Городниця                      | 1894            | розпорядження Представника Президента України від 22.02.1993 р. № 58 |
| 13. | Церква св. Трійці (мур.)                               | 1772 р.             | с. Городниця                      | 1897            | розпорядження Представника Президента України від 22.02.1993 р. № 58 |
| 14. | Церква св. Миколая (мур.)                              | 1850 р.             | с. Личківці                       | 1878            | розпорядження Представника Президента України від 22.02.1993 р. № 58 |
| 15. | Костел (мур.)                                          | 1627 р.             | с. Личківці                       | 1904            | розпорядження Представника Президента України від 22.02.1993 р. № 58 |
| 16. | Палац Кімельмана (мур.)                                | ХІХ ст.             | с. Личківці                       | 1905            | розпорядження Представника Президента України від 22.02.1993 р. № 58 |
| 17. | Церква Іоанна Хрестителя (мур.)                        | 1844 р.             | с. Постолівка                     | 1868            | розпорядження Представника Президента України від 22.02.1993 р. № 58 |
| 18. | Костел (мур.)                                          | XVIII ст.           | с. Постолівка                     | 1896            | розпорядження Представника Президента України від 22.02.1993 р. № 58 |
| 19. | Церква св. Дмитрія (мур.)                              | 1886 р.             | с. Самолусківці                   | 1885            | розпорядження Представника Президента України від 22.02.1993 р. № 58 |
| 20. | Костел (мур.)                                          | ХІХ ст.             | с. Самолусківці                   | 1895            | розпорядження Представника Президента України від 22.02.1993 р. № 58 |
| 21. | Церква (мур.)                                          | 1886 р.             | с. Самолусківці                   | 1881            | розпорядження Представника Президента України від 22.02.1993 р. № 58 |
| 22. | Церква Різдва Христового (мур.)                        | 1826 р.             | с. Сидорів                        | 1886            | розпорядження Представника Президента України від 22.02.1993 р. № 58 |
| 23. | Замок (мур.)                                           | XVII ст.            | с. Сидорів                        | 1579            | постанова Ради Міністрів УРСР від 06.09.1979 р. № 442                |
| 24. | Костел (мур.)                                          | 1730 р.             | с. Сидорів                        | 1580            | постанова Ради Міністрів УРСР від 06.09.1979 р. № 442                |
| 25. | Церква св. Дмитрія (мур.)                              | 1648 р.             | с. Суходіл                        | 1888            | розпорядження Представника Президента України від 22.02.1993 р. № 58 |

## Пам'ятки історії
| №  | Назва                                                                         | Дата    | Адреса                                             | Охоронний номер | Документ про взяття на облік                                                                      |
| -- | ----------------------------------------------------------------------------- | ------- | -------------------------------------------------- | --------------- | ------------------------------------------------------------------------------------------------- |
| 1  | Пам’ятний знак воїнам-землякам, які загинули в роки Другої світової війни     | 1966 р. | с. Вільхівчик                                      | 157             | Рішення виконкому Тернопільської обласної ради від 22.03.1971 р. № 147                            |
| 2  | Пам’ятний знак воїнам-землякам, які загинули в роки Другої світової війни     | 1965 р. | с. Городниця                                       | 158             | Рішення виконкому Тернопільської обласної ради від 22.03.1971 р. № 147                            |
| 3  | Пам'ятний знак (таблиця) селянам, розстріляним у 1943 р. німецькими фашистами | 1975 р. | с. Городниця                                       | 931             | Рішення виконкому Тернопільської обласної ради від 27.11.1984 р. № 332                            |
| 4  | Пам'ятний знак на честь скасування панщини                                    | 1848 р. | с. Личківці                                        | 1358            | Наказ управління культури Тернопільської обласної державної адміністрації від 18.10.2005 р. № 112 |
| 5  | Пам’ятник учаснику польського повстання Заборовському Міхалу                  | 1832 р. | с. Личківці                                        | 1122            | Рішення виконкому Тернопільської обласної ради від 25.10.1988 р. № 243                            |
| 6  | Пам’ятний знак воїнам-землякам, які загинули в роки Другої світової війни     | 1969 р. | с. Личківці (Трибухівці), на березі річки          | 177             | Рішення виконкому Тернопільської обласної ради від 22.03.1971 р. № 147                            |
| 7  | Пам’ятний знак воїнам-землякам, які загинули в роки Другої світової війни     | 1969 р. | с. Личківці (центр)                                | 176             | Рішення виконкому Тернопільської обласної ради від 22.03.1971 р. № 147                            |
| 8  | Братська могила воїнів Радянської армії                                       | 1985 р. | с. Личківці, вул. Садки, неподалік колишньої ферми | 1083            | Рішення виконкому Тернопільської обласної ради від 26.08.1986 р. № 250                            |
| 9  | Пам’ятний знак воїнам-землякам, які загинули в роки Другої світової війни     | 1966 р. | с. Постолівка                                      | 183             | Рішення виконкому Тернопільської обласної ради від 22.03.1971 р. № 147                            |
| 10 | Скульптура Матері Божої з Ісусом на руках                                     | 2003 р. | с. Самолусківці                                    | 1360            | Наказ управління культури Тернопільської обласної державної адміністрації від 18.10.2005 р. № 112 |
| 11 | Пам’ятний знак воїнам-землякам, які загинули в роки Другої світової війни     | 1965 р. | с. Самолусківці                                    | 1001            | Рішення виконкому Тернопільської обласної ради від 22.03.1971 р. № 147                            |
| 12 | Пам’ятний знак (хрест) на честь скасування панщини                            | 1898 р. | с. Сидорів                                         | 1124            | Рішення виконкому Тернопільської обласної ради від 25.10.1988 р. № 243                            |
| 13 | Пам’ятний знак воїнам-землякам, які загинули в роки Другої світової війни     | 1968 р. | с. Сидорів                                         | 184             | Рішення виконкому Тернопільської обласної ради від 22.03.1971 р. № 147                            |
| 14 | Пам’ятний знак воїнам-землякам, які загинули в роки Другої світової війни     | 1967 р. | с. Суходіл, центр                                  | 187             | Рішення виконкому Тернопільської обласної ради від 22.03.1971 р. № 147                            |
| 15 | Пам’ятний знак воїнам-землякам, які загинули в роки Другої світової війни     | 1986 р. | с. Шидлівці                                        | 1087            | Рішення виконкому Тернопільської обласної ради від 29.01.1988 р. № 32                             |
| 16 | Меморіал Слави воїнів Радянської армії і братська могила                      | 1985 р. | смт Гусятин                                        | 163             | Рішення виконкому Тернопільської обласної ради від 26.08.1986 р. № 250                            |
| 17 | Залишки єврейського кладовища                                                 |         | смт Гусятин, вул. Тернопільська, 4(в дворі)        | 3141            | Наказ управління культури Тернопільської обласної державної адміністрації від 27.01.2010 р. № 16  |
| 18 | Братська могила воїнів Радянської армії                                       | 1966    | смт Гусятин, р. Збруч, правий берег                | 161             | Рішення виконкому Тернопільської обласної ради від 22.03.1971 р. № 147                            |
| 19 | Пам’ятний знак воїнам-афганцям                                                | 2002 р. | смт Гусятин, сквер                                 | 1369            | Наказ управління культури Тернопільської обласної державної адміністрації від 18.10.2005 р. № 112 |
| 20 | Пам’ятник першим механізаторам трактор „Універсал-2”                          | 1969 р. | смт Гусятин, х. Кринички                           | 292             | Рішення виконкому Тернопільської обласної ради від 12.06.1978 р. № 286                            |
| 21 | Монумент Незалежності                                                         | 2001 р. | смт Гусятин, центр                                 | 1370            | Наказ управління культури Тернопільської обласної державної адміністрації від 18.10.2005 р. № 112 |
| 22 | Пам’ятний знак воїнам-землякам, які загинули в роки Другої світової війни     | 1981 р. | с. Коцюбинчики                                     | 896             | Рішення виконкому Тернопільської обласної ради від 25.01.1982 р. № 34                             |
| 23 | Пам’ятний знак воїнам-землякам, які загинули в роки Другої світової війни     | 1969 р. | с. Кривеньке                                       | 814             | Рішення виконкому Тернопільської обласної ради від 22.03.1971 р. № 147                            |

## Пам'ятки монументального мистецтва
| № | Назва                                                                          | Дата               | Адреса                | Охоронний номер | Документ про взяття на облік                                                                     |
| - | ------------------------------------------------------------------------------ | ------------------ | --------------------- | --------------- | ------------------------------------------------------------------------------------------------ |
| 1 | Пам’ятник письменнику, літературознавцю, громадському діячу Лукіяновичу Денису | 1993 р.            | с. Городниця          | 1676            | Рішення виконкому Тернопільської обласної ради від 19.08.1994 р. № 14                            |
| 2 | Пам'ятник жертвам епідемії холери                                              | 30-40 роки ХІХ ст. | с. Личківці           | 1121            | Рішення виконкому Тернопільської обласної ради від 25.10.1988 р. № 243                           |
| 3 | Пам’ятник ватажку козацького повстання Наливайку Северину                      | 1992 р.            | смт Гусятин           | 1697            | Рішення виконкому Тернопільської обласної ради від 19.08.1994 р. № 14                            |
| 4 | Пам’ятник поету, письменнику, художнику Шевченку Тарасу Григоровичу            | 1993 р.            | смт Гусятин           | 1680            | Розпорядження Голови Тернопільської обласної державної адміністрації від 26.05.1997 р. № 209     |
| 5 | Пам'ятний знак св. Флоріану                                                    | 1654 р.            | с. Коцюбинчики, центр | 3057            | Наказ управління культури Тернопільської обласної державної адміністрації від 27.01.2010 р. № 16 |

## Пам'ятки науки та техніки
| №  | Назва                 | Дата                                                                          | Адреса               | Охоронний номер | Документ про взяття на облік                                                  |
| -- | --------------------- | ----------------------------------------------------------------------------- | -------------------- | --------------- | ----------------------------------------------------------------------------- |
| 1. | Млин водяний (діючий) | поч. ХХ ст. технологічне обладнення завезене з Дрездена (Німеччина) в 1912 р. | с. Трибухівці, центр | 4344-Тр         | Наказ Міністерства культури і туризму України від 05.04.2011 р. № 207/0/16-11 |